# Return to Me
Return to Me (Brasil: Feitiço do Coração / Portugal: Regressa para Mim) é um filme estadunidense de comédia dramática e comédia romântica de 2000, dirigido por Bonnie Hunt e estrelado por David Duchovny e Minnie Driver. Foi filmado em Chicago e lançado em 7 de abril de 2000 pela Metro-Goldwyn-Mayer. Foi o último filme de William Bronder, Carroll O'Connor e Dick Cusack.
O filme apresenta os colaboradores de atuação frequente de Hunt: Duchovny, David Alan Grier, Don Lake, Marianne Muellerleile, Holly Wortell e Hunt, todos os quais seriam atores regulares ou recorrentes em Life with Bonnie.
O filme recebe o título da canção de mesmo nome de Dean Martin, de 1957 (a música foi composta por Carmen Lombardo e Danny DiMinno). As vozes dos artistas de fundo foram removidas eletronicamente e um acompanhamento jazzístico foi adicionado à versão do filme. Apresenta também a música da Alan Gresik Swing Shift Orchestra, uma banda ainda tocando toda quinta-feira no histórico Green Mill Lounge em Chicago.

## Sinopse
Bob e Elizabeth Rueland (David Duchovny e Joely Richardson) vivem e trabalham em Chicago — Bob como arquiteto, Elizabeth como zoóloga no Lincoln Park Zoo.
Na noite de seu levantamento de fundos para uma nova casa de primatas, Bob promete a Elizabeth que ele terminará o edifício. Elizabeth é morta em um acidente de carro deixando a angariação de fundos, e seu coração é transplantado para a artista Grace Briggs (Minnie Driver), que sofre de doenças cardíacas desde os 14 anos de idade e está perto da morte.
A cirurgia é bem sucedida; Grace é capaz de viver uma vida normal pela primeira vez e planeja fazer sua primeira viagem de avião à Itália para pintar. A melhor amiga de Grace, Megan Dayton (Bonnie Hunt), a encoraja a começar a namorar, apesar de sua autoconsciência, sobre a longa cicatriz cirúrgica no peito.
Grace escreve uma carta para a família da doadora após a cirurgia, agradecendo pelo coração que recebeu; leva mais de um ano para finalmente encontrar a coragem de enviar a carta. Bob trabalha para construir a casa de primatas para a qual Elizabeth arrecadou dinheiro; ele ainda está deprimido um ano após a morte dela. Ele reconhece que deve retomar sua vida quando fica frustrado, pois seu cão também não superou a perda. Seu amigo, o veterinário Charlie (David Alan Grier), organiza um encontro às cegas para ele no O'Reilly's, um restaurante irlandês-italiano de estilo próprio. O encontro vai muito mal, mas Bob descobre que está interessado na garçonete - Grace, que também é neta do proprietário do restaurante, Marty O'Reilly (Carroll O'Connor).
Embora ambos não tenham consciência da conexão que têm no coração de Elizabeth, Bob e Grace começam a namorar. À medida que se aproximam, Grace reluta em contar a Bob sua história médica. Após vários meses de namoro, Grace finalmente decide contar a Bob sobre seu transplante. No entanto, antes que ela tenha a chance, ela encontra em sua casa a carta que havia enviado vários meses antes. Horrorizada com a descoberta, Grace foge e conta a Megan o que aconteceu. O marido de Megan, Joe, (Jim Belushi) fica furioso por entender mal o pânico de Grace e acha que Bob deve ser casado. Megan então explica a situação para ele em seis monossílabos: "Grace tem o coração da esposa morta de Bob!" Quando Grace encontra Bob novamente, ela diz a verdade. Atordoado e sem saber o que dizer, ele sai.
Contra o conselho de Megan de não fugir da situação, Grace vai para a Itália sozinha. De volta a casa, Bob percebe que, embora ele sempre sinta falta de Elizabeth, ele se "dói" por Grace. Ele decide ir atrás dela, e os dois se reúnem na Itália. Eles retornam a Chicago para a dedicação da nova casa dos primatas.
Quando o filme termina, vemos Wally (William Bronder) e Sophie (Marianne Muellerleile) dançando alegremente na recepção do casamento no restaurante O'Reilly's, e Charlie segurando Joe e uma criança de Megan visivelmente grávida enquanto se juntam a Grace e Bob na pista de dança.

## Elenco
- David Duchovny como Bob Rueland
- Minnie Driver como Grace Briggs
- Carroll O'Connor como Marty O'Reilly
- Robert Loggia como Angelo Pardipillo
- Bonnie Hunt como Megan Dayton
- David Alan Grier como Charlie Johnson
- Joely Richardson como Elizabeth Rueland
- Eddie Jones como Emmett McFadden
- James Belushi como Joe Dayton
- William Bronder como Wally Jatczak
- Marianne Muellerleile como Sophie
- Dick Cusack como Sr. Bennington

## Produção
Muitas das cenas de restaurante do filme foram filmadas em Twin Anchors, no bairro da Old Town de Chicago; sua placa com duas âncoras foi retida para filmar e é visível na parede. Conforme observado nos créditos, as cenas do hospital foram filmadas no Michael Reese Hospital e apresentam o irmão de Hunt, Dr. Kevin Hunt, e sua equipe de transplante como eles mesmos.

## Recepção
O filme recebeu críticas mistas. Com base em 99 avaliações, a pontuação é de 62% no Rotten Tomatoes com a leitura de consenso: "David Duchovny e Minnie Driver fornecem romance e comédia emocionante nesta sólida estréia da diretora Bonnie Hunt". Peter Stack, do San Francisco Chronicle, declarou: "À moda antiga como todos os outros, Return to Me é envolto em um tom descarado de sentir-se bem". Roger Ebert chamou isso de "tão inocente, tão ingênuo, tão doce e sincero, que você deve deixar seu cinismo à porta ou escolher outro filme".
O filme estreou em quarto lugar nas bilheterias norte-americano fazendo US$7,8 milhões de dólares em sua semana de estréia, atrás de The Road to El Dorado, Erin Brockovich e Rules of Engagement, que abriu em primeiro lugar. Seria um total de US$36,609,995 em toda a sua bilheteria.